# Jean-Louis Rosier
Jean-Louis Rosier (ur. 14 czerwca 1925 roku, zm. 1 lipca 2011 roku w Orcines) – francuski kierowca wyścigowy.

## Kariera
W wyścigach samochodowych Rosier startował głównie w wyścigach zaliczanych do klasyfikacji Mistrzostw Świata Samochodów Sportowych. W latach 1949-1951, 1953-1954 Francuz pojawiał się w stawce 24-godzinnego wyścigu Le Mans. W drugim sezonie startów wraz ze swoim ojcem Louisem Rosierem odniósł zwycięstwo w klasie S 5.0, co było równoznaczne ze zwycięstwem w wyścigu. Dwa lata później był czwarty w klasie S 750.